# Rhinidae
Famille
Les Rhinidae sont une famille de raies.

## Liste des genres
Selon ITIS (14 octobre 2014) :
- genre Rhina Bloch & Schneider, 1801
- genre Rhynchobatus Müller & Henle, 1837

Selon World Register of Marine Species (6 aout 2025) :
- genre Rhina Bloch & Schneider, 1801
- genre Rhynchobatus Müller & Henle, 1837
- genre Rhynchorhina  Séret & Naylor, 2016